# Franz Ludolf von Landsberg zu Erwitte
Franz Ludolf Jobst von Landsberg zu Erwitte (* 1. September 1668; † 24. Januar 1732 in Münster) war Domherr in Hildesheim und Münster.

## Leben

### Herkunft und Familie
Franz Ludolf von Landsberg wuchs als Sohn des Daniel Dietrich von Landsberg zu Erwitte und seiner Gemahlin Jutta Antonette von und zu Leyen und Bongard (1633–1704) zusammen mit seinen Brüdern Franz Anton (1656–1727, Erbdroste), Franz Dietrich (1659–1727, Domherr und Politiker), Franz Johann (1660–1726, Domherr), Franz Ferdinand (1657–1726, Domherr) und Franz Kaspar Ferdinand (1670–1748, Gutsherr) in der westfälischen Adelsfamilie von Landsberg auf. Nach dem Tode seiner ersten Frau Anna Margarethe von Raitz zu Frentz, die nach der Geburt des Kindes Ferdinand Franz im Wochenbett verstarb, heiratete Daniel Dietrich am 18. März 1646 Anna Katharina von Plettenberg, die bereits am 11. April 1646 verstarb.

### Wirken
Am 22. September 1680 immatrikulierte Franz Ludolf an der Johannes Gutenberg-Universität Mainz und erhielt im Jahre 1682 eine Dompräbende in Hildesheim. Nach dem Verzicht seines Bruders Franz Johann wurde er im Jahre 1689 in Münster präbendiert. Seine Wahl zum Domdechanten in Münster fiel auf den 20. April 1701. Er war Archidiakon in Dülmen und Borsum und besaß die Obedienz Spiekerhofund das Oblegium Schmalamt. In den Jahren 1706 und 1718/1719 kandidierte Franz Ludolf erfolglos bei den Fürstbischofswahlen. Bei der Dompropstwahl in Hildesheim im Jahre 1727 hatte er ebenso keinen Erfolg. Er wurde im Dom zu Münster beerdigt.